# Obolon (metrostation)
Obolon (Oekraïens: Оболонь, ⓘ) is een station van de metro van Kiev. Het station werd geopend op 5 november 1980 en was twee jaar lang het noordelijke eindpunt van de Obolonsko-Teremkivska-lijn. Het metrostation bevindt zich in de wijk Obolon in het noorden van Kiev, nabij het Opetsjenmeer. Zijn huidige naam kreeg station Obolon in 1991, in de Sovjettijd werd het Prospekt Korniejtsjoeka (Korniejtsjoeklaan) genoemd, naar de hoofdweg die tegenwoordig Obolonskyj prospekt heet.
Het station is ondiep gelegen en beschikt over een perronhal met zuilengalerijen. De wanden langs de sporen zijn bekleed met geel marmer en versierd met twee bronzen kunstwerken. Rond de zuilen zijn driehoekige lampen aangebracht. Het perron is aan beide uiteinden verbonden met voetgangerstunnels die leiden naar de kruising van de Obolonskyj prospekt en de Voelytsja Marsjala Malynovskoho (Maarschalk Malinovskistraat).